# Derecho de reunión

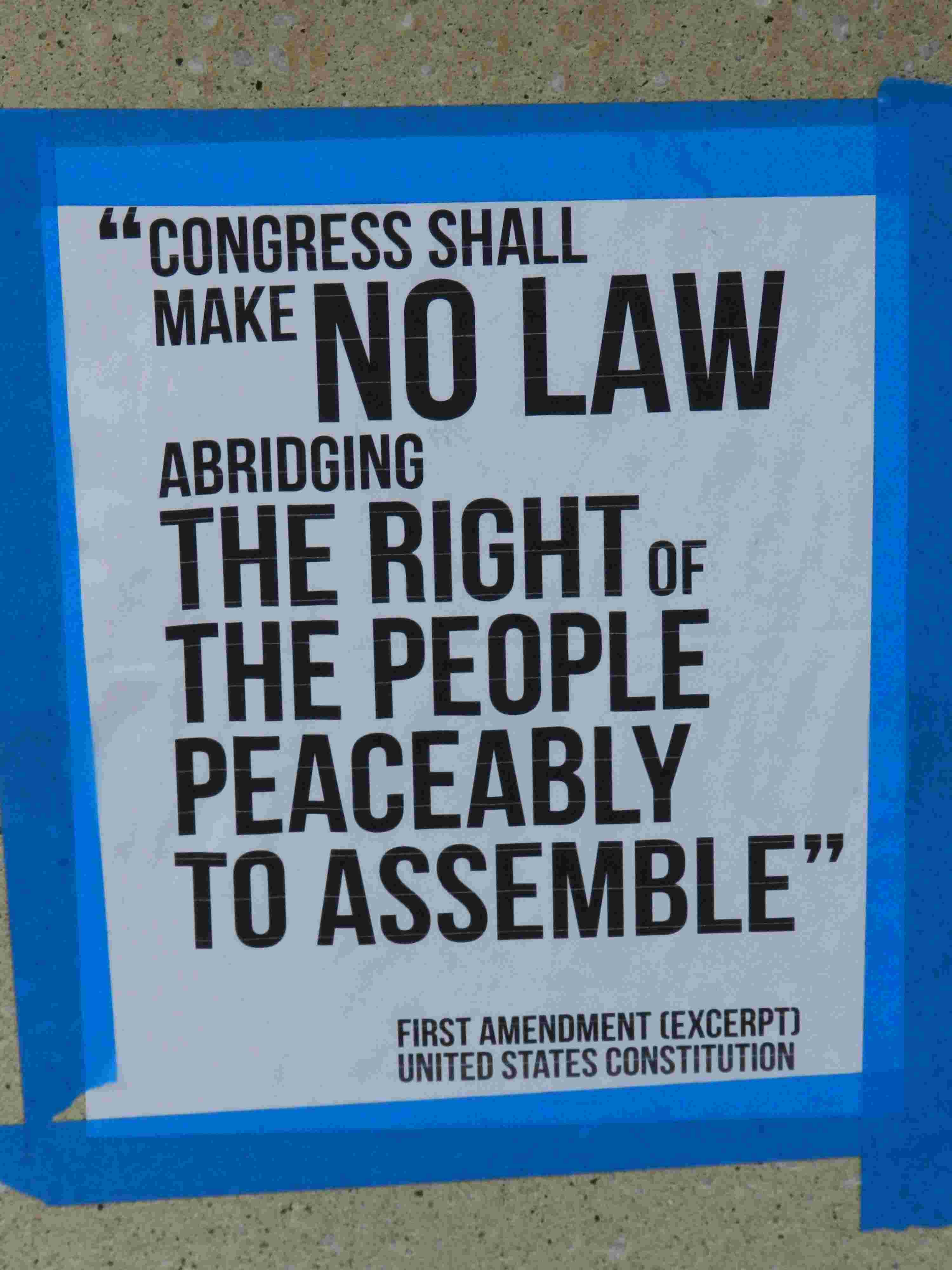
Afiche del año 2011 del Occupy movement donde se cita un extracto de la primera enmienda de la Constitución de Estados Unidos, que garantiza el derecho de reunión.

El derecho de reunión es la libertad pública individual que faculta a un grupo de personas a concurrir temporalmente en un mismo lugar, pacíficamente y sin armas, para cualquier finalidad lícita y conforme a la ley. Se considera una libertad y un derecho humano de primera generación. En España, hasta 1978 se requirió una autorización previa del Gobierno para poder ejercer este derecho.
Es el reconocimiento del pluralismo político y de la libertad de expresar las propias opiniones, aparejado al reconocimiento del derecho a transmitir a otros tales opiniones, escuchar las ajenas y a obrar en consecuencia. La conflictividad del ejercicio del derecho de reunión surge cuando ésta se celebra en lugares abiertos al público y, más precisamente, cuando se desarrolla en la vía pública, en lo comúnmente conocido como manifestación.
En algunos países, la autoridad gubernativa puede prohibir la reunión en caso de alteración al orden público o que se ponga en peligro personas o bienes, al no existir leyes especiales que prohíban o limiten este derecho.

## Internacional
Está recogido en la Declaración Universal de los Derechos Humanos.

Artículo 20 de la Declaración Universal de los Derechos Humanos:
1. Toda persona tiene derecho a la libertad de reunión y de asociación pacíficas.

### España
El derecho de reunión es un derecho constitucional en el estado español:

La libertad que te concede el artículo 21 [de la Constitución Española de 1978] no es solo la de manifestarte, sino la de manifestarte donde tú quieres. Se trata de una cuestión muy delicada, pero el único límite que puede tener este derecho es el que fija la Constitución, el orden público”, señala Juan José Solozábal, catedrático de Derecho Constitucional de la Universidad Autónoma de Madrid. “Se trata de un derecho de libertad. Si comienzas a regularlo demasiado, acabas con él. Por eso la Constitución no lo hace depender de una autorización previa de la administración. Porque, si lo hiciese, sería un derecho prestado, concedido, pero no un derecho fundamental.

### Uruguay
Uruguay garantiza constitucionalmente el derecho a la libertad de reunión y asociación pacífica, solo restricto con motivos de salud, seguridad u orden público, siempre bajo el dictamen de una ley:

Queda garantido el derecho de reunión pacífica y sin armas. El ejercicio de este derecho no podrá ser desconocido por ninguna autoridad de la República sino en virtud de una ley, y solamente en cuanto se oponga a la salud, la seguridad y el orden públicos.
Artículo 38 de la Constitución de la República